# Šibovi (Kotor-Varoš)
Šibovi (szerbül: Шибови), falu Bosznia-Hercegovinában, a Bosanska Krajina keleti részén, Kotor-Varoš községben, a Szerb Köztársaságban. 

## Fekvése
A település Bosznia-Hercegovina északi részén, Banja Lukától légvonalban 18, közúton 29 km-re délkeletre, községközpontjától légvonalban 4, közúton 5 km-re északnyugatra, a Vrbanja bal partján, a Svinjara-patak torkolatával szemben, valamint a Dera-patak és mellékvizei mentén, 240-390 méteres magasságban található. 

## Népessége
| Nemzetiségi csoport | Népesség 1991 | Népesség 2013 |
| ------------------- | ------------- | ------------- |
| Szerb               | 24            | 99            |
| Bosnyák             | 0             | 0             |
| Horvát              | 640           | 142           |
| Jugoszláv           | 5             | 0             |
| Egyéb               | 2             | 0             |
| Összesen            | 671           | 241           |

## Története
A térség 1878-ig tartozott az Oszmán Birodalomhoz, ekkor a berlini kongresszus határozata alapján az Osztrák-Magyar Monarchia része lett. 1879-ben az első osztrák-magyar népszámlálás során a Banja Luka-i járáshoz tartozó településnek 29 háztartása, 183 ortodox és 45 római katolikus lakosa volt. 1910-ben a Kotor Varoš-i járáshoz tartozó Šibovi községbe tartozó településen 44 háztartást és 267 római katolikus lakost találtak. Az akkor a községhez tartozó Podosoje és Prisoje településeken további 137 ortodox lakos élt. A monarchia szétesésével 1918-ban előbb a Szerb-Horvát-Szlovén Királyság, majd 1929-től a Jugoszláv Királyság része lett. 1921-ben 326 lakosa volt, akik közül 215 római katolikus horvát és 111 ortodox szerb volt. Az 1929-es törvény értelmében, amikor Bosznia-Hercegovinát négy banovinára, Drinskára, Vrbaskára, Zetskára és Primorskára osztották, a település a Vrbaska banovina része lett, amelynek székhelye Banja Luka volt. Jugoszlávia megszállása után a Független Horvát Állam (NDH) része lett. A második világháború után 1992-ig a szocialista Jugoszlávia részeként a Bosznia-Hercegovinai Népköztársasághoz tartozott. A boszniai háború idején 1992-ben a szerb félkatonai alakulatok elűzték a horvát lakosságot. A szerb támadásoknak egy helyi horvát lakos esett áldozatul. A boszniai háborút lezáró daytoni békeszerződést követő területfelosztásnál Kotor-Varoš község részeként a Szerb Köztársaság területéhez került.